# Umgebung des Brettorfer Schlatts
Koordinaten: 52° 58′ 42,6″ N, 8° 27′ 13″ O

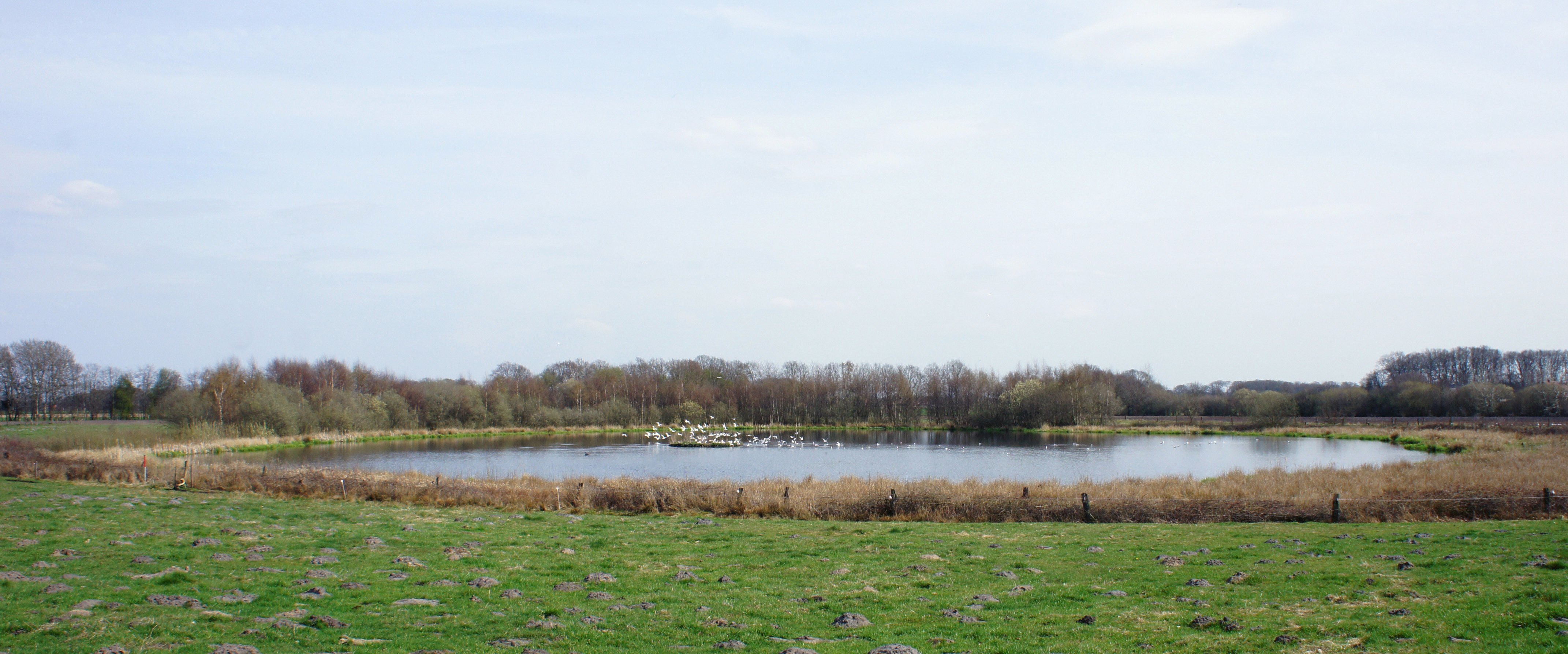
Das Lachmöwenschlatt im April 2013

Umgebung des Brettorfer Schlatts ist ein Landschaftsschutzgebiet (LSG) im niedersächsischen Landkreis Oldenburg.

## Geografie
Das 86,10 ha große LSG mit der Nr. LSG OL 00028 (siehe Liste der Landschaftsschutzgebiete im Landkreis Oldenburg), das im Jahr 1976 als LSG ausgewiesen wurde, liegt im nordöstlichen Bereich der Gemeinde Dötlingen im Ortsteil Brettorf, der Namensgeber ist. Mit Brettorfer Schlatt ist das Lachmöwenschlatt gemeint, ein etwa zwei Hektar großes Schlatt, das 2002 mit seiner damaligen Lachmöwenkolonie als Naturdenkmal ND 139 ausgewiesen wurde (siehe Liste der Naturdenkmale in Dötlingen) und innerhalb des LSG liegt.